# 456 (アルバム)
『456』は、Sound Scheduleのメジャー2作目（通算3作目）のアルバム。2003年10月8日にDANGUY RECORDSより発売された。

## 概要
前作『イマココニアルモノ』から1年3か月ぶりのオリジナルアルバム。アルバムタイトルは前作のリリースから今作のリリースまでの日数に由来する。

## 収録曲
1. IQ兄弟 [4:02]
作詞・作曲：大石昌良
編曲：Sound Schedule
2. 運命の人へ [5:05]
作詞・作曲：大石昌良
編曲：Sound Schedule
3. さらばピニャコラーダ [3:38]
作詞・作曲：大石昌良
編曲：Sound Schedule
4. コモリウタ [5:19]
作詞・作曲：大石昌良
編曲：Sound Schedule
5. ペンネの女 [4:01]
作詞・作曲：大石昌良
編曲：Sound Schedule
6. 僕らの行方 [5:35]
作詞：大石昌良
作曲：沖裕志
編曲：Sound Schedule
7. 窓の向こう [4:54]
作詞：大石昌良
作曲：沖裕志
編曲：Sound Schedule
8. ことばさがし [5:32]
作詞・作曲：大石昌良
編曲：Sound Schedule
9. 東京ライフ [4:16]
作詞・作曲：大石昌良
編曲：Sound Schedule
10. ピーターパン・シンドローム [4:35]
作詞・作曲：大石昌良
編曲：Sound Schedule
11. 結末のない二人 [4:49]
作詞・作曲：大石昌良
編曲：Sound Schedule